# تعدد الأشكال (علم الأحياء الدقيقة)

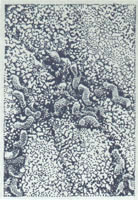

تعدد الأشكال  أو "pleomorphism" في في علم الأحياء الدقيقة، هو قدرة بعض أنواع البكتيريا على تغيير شكلها أو حجمها استجابة للظروف البيئية. وقد تم رصد تعدد الأشكال في بعض أعضاء فصيلة البكتيريا المسماة دينوكوكاكياي (Deinococcaceae)
ويعتمد التعريف الحديث لتعدد الأشكال في سياق علم البكتيريا على تباين حجم أو شكل الخلية بدلاً من تغيير الشكل كما كان يُعتَقد سابقًا .

## البكتيريا
في العقود الأولى من القرن العشرين الميلادي، كان يُستخدم مصطلح «تعدد الأشكال» للإشارة إلى فكرة أن البكتيريا تغير الشكل بشكل ضخم أو أنها توجد في عدد من الأشكال المورفولوجية. وأثار هذا الادعاء الجدل بين علماء الأحياء الدقيقة في ذلك الحين، وانقسموا إلى مدرستين: أحاديو الشكل، وهم المعارضون لهذا الادعاء، ومتعددو الشكل (مثل: الدكتور رويال ريموند رايف وأنطوان بيشامب وغونتر إندرلين وألبرت كالميت) 
ظهرت نظرية أحادي الشكل، التي أيدها لويس باستور ورودولف فيرشو وفرديناند كوهن وروبرت كوخ وأصبحت النموذج الفكري السائد في العلوم الطبية الحديثة، وإنه مقبول الآن على مستوى العالم تقريبًا فكرة أن كل خلية بكتيرية مشتقة من خلية كانت موجودة مسبقًا بنفس الحجم والشكل تقريبًا. ومع ذلك، فقد ثبت حديثًا أن هناك بكتيريا معينة قادرة على تغيير الشكل بشكل ضخم، فعلى سبيل المثال، تعيش الملوية البوابيةفي شكلٍ حلزوني (تصنّف على أنها عصا منحنية) أو في شكلٍ مكور.

## الفيروسات
يتم التعامل مع فيريونات فيروسات معينة على أنها تعكس نظرية تعدد الأشكال، حيث يمكنها تطوير أشكال متعددة. ولكن في الحقيقة هذه السمة ليست سمة متعددة الأشكال حقيقية؛ حيث إن الفيرون الواحد لا يغير شكله، بالرغم من أن أتباعه يمكنهم اتخاذ شكل آخر. وأحد الأمثلة على ذلك الفيروسات البكتيرية من فصيلة الفيرسات البلازمية.